# Ravenea madagascariensis
Ravenea madagascariensis är en enhjärtbladig växtart som beskrevs av Odoardo Beccari. Ravenea madagascariensis ingår i släktet Ravenea och familjen Arecaceae. IUCN kategoriserar arten globalt som livskraftig. Inga underarter finns listade i Catalogue of Life.